# Marcelino da Mata
Marcelino da Mata (Ponte Nova, Guinea Portuguesa, 7 de mayo de 1940 - Amadora, 11 de febrero de 2021) fue un militar portugués, nacido en la Guinea Portuguesa. Ha sido el militar luso más condecorado en toda la historia de Portugal.

## Biografía
Conocido como el "Rambo de Guinea". En los años sesenta realizó diversos actos de heroìsmo durante la Guerra Colonial. En total, participó en 2.412 operaciones de mando, entre las que se incluyeron: la operación Mar Verde, la liberación de cuatrocientos presos políticos y veintiséis soldados lusos, prisioneros en las cárceles del presidente guineano Ahmed Sékou Touré, y la operación Tridente, en la que se rescataron a cien soldados portugueses en Senegal. 
fue el oficial militar portugués más condecorado en la historia del ejército portugués. Entre 1966 y 1973 recibió cinco cruces de guerra, además del título de caballero de la Orden de la Torre y la Espada (1969).
Fundó, junto a otros militares, la Unidad de Comandos. Una fuerza de élite que operó en Guinea Conakry y Senegal, donde tuvo un papel decisivo.
Tras la revolución de los claveles, fue retenido y torturado por el Partido Comunista de los Trabajadores Portugueses MRPP, un partido radical de corte maoísta. Tiempo después se escapó, trasladándose a España.
Murió de COVID-19 durante la pandemia en Portugal el 11 de febrero de 2021.  Fue enterrado cuatro días después en el cementerio de Belas (Sintra), en un funeral con honores militares en el que estuvieron presentes sus antiguos compañeros de armas, el presidente Marcelo Rebelo de Sousa, como comandante de las fuerzas armadas, y representantes de los partidos políticos lusos: Chega y el CDS.